# 郑州长途汽车中心站
郑州长途汽车中心站是河南省最大的长途汽车站，是国家交通部核准的一级客运汽车站，始建于1961年6月。中心站曾分为北区和南区，北区在火车站以北200米的二马路上，又称二马路汽车站，于2014年9月25日随着郑州客运北站的启用而关闭，南区在郑州火车站对面。该站营运路线覆盖河南省，以及北京、天津、上海、广州、海口等全国主要城市。平常日发班次2100班，节假日高峰期日发班次2400班，日均客流量达3.6万人次，高峰期达7万余人次，每年客运量约1400万人次。